# Fjodor Fjodorowitsch Raskolnikow

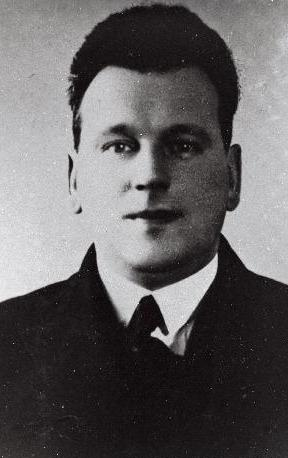
Fjodor Raskolnikow

Fjodor Fjodorowitsch Raskolnikow (russisch Фёдор Фёдорович Раскольников; eigentlich F. F. Iljin; * 28. Januarjul. / 9. Februar 1892greg. in Sankt Petersburg; † 12. September 1939 in Nizza, Frankreich) war ein sowjetischer KP-Funktionär, Flottenkommandeur und Diplomat.
Raskolnikow trat 1910 den Bolschewiki bei; im Juliaufstand 1917 war er ein Führer der Kronstädter Matrosen. Im Sommer 1918 hatte er das Kommando über die rote Wolga-Flottille, die bei der Erstürmung der Stadt Kasan eine wichtige Rolle spielte (→Kasaner Operation). 1919 kommandierte er während des Bürgerkriegs die Kaspische Flottille im Kaspischen Meer. In den 1920er-Jahren stand er kurze Zeit der Opposition gegen den Stalinismus nahe, später übernahm er Botschafterposten in Estland und Dänemark und ab 1934 in Bulgarien. 1938 wurde er aus Bulgarien abberufen, weigerte sich jedoch, in die UdSSR zurückzukehren. 1939 starb er in Nizza, nachdem er einen Offenen Brief an Stalin veröffentlicht hatte. Es wird vermutet, dass er von NKWD-Agenten ermordet wurde. Am 10. Juli 1963 wurde er postum rehabilitiert.
Raskolnikow war in erster Ehe ab 1918 mit Larissa Reissner verheiratet, in zweiter Ehe mit der Schauspielerin Musa Kaniwes.
Sein Bruder Alexander Iljin war ein bekannter Schachspieler.